# Adam Shields
Adam Matthew Shields (ur. 8 lutego 1977 w Kurri Kurri) – australijski żużlowiec.

## Życiorys
Wielokrotny reprezentant Australii w eliminacjach Drużynowego Pucharu Świata (2004 – II m. w rundzie kwalifikacyjnej, 2005 – III m. w rundzie kwalifikacyjnej i barażu, 2009 – I m. w barażu). Złoty (1997) oraz brązowy medalista (1998) młodzieżowych indywidualnych mistrzostw Australii. Startował także wielokrotnie w indywidualnych mistrzostwach Australii – najwyższe IV m. w sezonie 2006. Triumfator indywidualnych mistrzostw Lig Brytyjskich w 2002 roku i srebrny medalista tych rozgrywek w 2003 roku oraz srebrny medalista indywidualnych mistrzostw Walii na żużlu w sezonie 2005.
Startował w ligach angielskiej (w barwach klubów: Isle of Wight Islanders, King’s Lynn Stars, Eastbourne Eagles, Lakeside Hammers – II m. w 2008 roku oraz III m. w sezonach 2009 i 2011, oraz Belle Vue Aces), szwedzkiej (Masarna Avesta, Vargarna Norrköping – II m. w 2009 roku, Hammarby Sztokholm – III m. w 2007 roku, Rospiggarna Hallstavik i Västervik Speedway) i włoskiej – Giavera del Montello. W lidze polskiej reprezentował: TŻ Lublin, Unię Leszno (II m. w 2008 roku i mistrzostwo w sezonie 2010), WTS Wrocław i Start Gniezno.
W trakcie trwania sezonu 2012 postanowił zakończyć karierę.

## Przynależność klubowa
Wielka Brytania
- Isle of Wight Islanders (2000–2003)
- King’s Lynn Stars (2000)
- King’s Lynn Stars (2002)
- Eastbourne Eagles (2003–2006)
- Lakeside Hammers (2007–2011)
- Eastbourne Eagles (2010)
- Belle Vue Aces (2012)
- Eastbourne Eagles (2013)

Polska
- TŻ Lublin (2006)
- Unia Leszno (2008–2010)
- WTS Wrocław (2011)
- TŻ Start Gniezno (2012)

Szwecja
- Masarna Avesta (2003)
- Vargarna Norrköping (2004–2006)
- Hammarby Sztokholm (2007)
- Rospiggarna Hallstavik (2008)
- Vargarna Norrköping (2009–2010)
- Västervik Speedway (2011)

Włochy
- Giavera del Montello (2002)